# 1980年冬季残疾人奥林匹克运动会丹麦代表团
1980年冬季残疾人奥林匹克运动会丹麦代表团是丹麦派出的1980年冬季残疾人奥林匹克运动会代表团。未获得奖牌。